# Cangzhou
Cangzhou (forenklet kinesisk: 沧州; traditionel kinesisk: 滄州; pinyin: Cāngzhōu; Wade-Giles: Ts'āng-chōu) er et kinesisk bypræfektur i provinsen Hebei ved Kinas kyst til det Gule Hav. 
Befolkningen i bypræfekturet anslås til 6,8 millioner indbyggere (2006), og i selve byen Cangzhou til 488.000 mennesker. Cangzhou, der har et areal på 13,419 km2, ligger 180 km fra Beijing og 90 km fra Tianjin. 
Cangzhou er kendt for en gammel støbejernsstatue som forestiller en løve. Den blev lavet i år 953, under Song-dynastiet. 

## Administrative enheder
Bypræfekturet Cangzhou har jurisdiktion over 2 distrikter (区 qū), 4 byamter (市 shì), 9 amter (县 xiàn) og et autonomt amt (自治县 zìzhìxiàn).
| Kort               | Kort                 | Kort           | Kort                    | Kort                   | Kort        | Kort          |
| ------------------ | -------------------- | -------------- | ----------------------- | ---------------------- | ----------- | ------------- |
| Kort over Cangzhou |                      |                |                         |                        |             |               |
| #                  | Navn                 | Hanzi          | Pinyin                  | Befolkning (2004 est.) | Areal (km²) | Tæthed (/km²) |
| Distrikter         |                      |                |                         |                        |             |               |
| 1                  | Yunhe                | 运河区         | Yùnhé Qū                | 270 000                | 138         | 1 957         |
| 2                  | Xinhua               | 新华区         | Xīnhuá Qū               | 220 000                | 89          | 2 472         |
| Byamter            |                      |                |                         |                        |             |               |
| 3                  | Botou                | 泊头市         | Bótóu Shì               | 550 000                | 977         | 563           |
| 4                  | Renqiu               | 任丘市         | Rénqiū Shì              | 770 000                | 1 023       | 753           |
| 5                  | Huanghua             | 黄骅市         | Huánghuá Shì            | 490 000                | 1 545       | 317           |
| 6                  | Hejian               | 河间市         | Héjiān Shì              | 770 000                | 1 333       | 578           |
| Amter              |                      |                |                         |                        |             |               |
| 7                  | Cang                 | 沧县           | Cāng Xiàn               | 660 000                | 1 527       | 432           |
| 8                  | Qing                 | 青县           | Qīng Xiàn               | 390 000                | 968         | 403           |
| 9                  | Dongguang            | 东光县         | Dōngguāng Xiàn          | 350 000                | 710         | 493           |
| 10                 | Haixing              | 海兴县         | Hǎixīng Xiàn            | 220 000                | 836         | 263           |
| 11                 | Yanshan              | 盐山县         | Yánshān Xiàn            | 400 000                | 795         | 503           |
| 12                 | Suning               | 肃宁县         | Sùníng Xiàn             | 330 000                | 497         | 664           |
| 13                 | Nanpi                | 南皮县         | Nánpí Xiàn              | 350 000                | 794         | 441           |
| 14                 | Wuqiao               | 吴桥县         | Wúqiáo Xiàn             | 280 000                | 603         | 464           |
| 15                 | Xian                 | 献县           | Xìàn Xiàn               | 570 000                | 1 191       | 479           |
| Autonome fylker    |                      |                |                         |                        |             |               |
| 16                 | Mengcun (For huiene) | 孟村回族自治县 | Mèngcūn Huízú Zìzhìxiàn | 180 000                | 393         | 458           |

## Økonomi
Cangzhous administrationsby er en industrialiseret by med sværindustri, men bypræfekturet har også store og vigtige landbrugsområder, som er kendt i Kina for sine jujubær (Ziziphus zizyphus) og Ya-pærer (velkendt under eksportnavnet Tianjin Ya Pear). Et stort oliefelt ligger også i bypræfekturet. 

## Kommunikation

### Jernbaner
Cangzhou er stoppested på den vigtige jernbaneline Jinghubanen som løber fra Beijing til Shanghai via blandt andet Tianjin, Jinan, Nanjing og Suzhou. 

### Veje
Kinas rigsvej 104 og 105 løber også gennem Cangzhou. De begynder i Beijing, går mod syd og deler sig efter Dezhou. Rigsvej 104 fortsætter da til Jinan, Xuzhou, Nanjing, Hangzhou, Wenzhou og ender i Fuzhou, mens 105 går til Jining, Shangqiu, Jiujiang, Nanchang og Guangzhou, og ender i Zhuhai.
Kinas rigsvej 307 passerer gennem området. Den begynder i Qikou i Hebei og fører gennem provinserne Shanxi og Shaanxi til Yinchuan i den autonome region Ningxia Hui.

### Havn
Cangzhou har også en stor fiskerihavn og den moderne kuludskipningshavn Huanghua.